# Магне Госет
Магне Госет (норв. Magne Hoseth, нар. 13 жовтня 1980, Аверей) — норвезький футболіст, півзахисник.
Триразовий чемпіон Норвегії. Володар Кубка Норвегії.

## Клубна кар'єра
У дорослому футболі дебютував 1997 року виступами за команду нижчолігового клубу «Аверейкамератене» з рідного містечка, в якій провів два сезони, взявши участь у 42 матчах чемпіонату. 
Своєю грою за цю команду привернув увагу представників тренерського штабу клубу «Молде», до складу якого приєднався 1999 року. Відіграв за команду з Молде наступні п'ять з половиною сезонів своєї ігрової кар'єри. Більшість часу, проведеного у складі «Молде», був основним гравцем команди. У складі «Молде» був одним з головних бомбардирів команди, маючи середню результативність на рівні 0,42 голу за гру першості.
Згодом з 2004 по 2006 рік грав у складі команд клубів «Копенгаген» та «Волеренга». Протягом цих років виборов титул чемпіона Норвегії.
До складу клубу «Молде» повернувся 2006 року. Відтоді встиг відіграти за команду з Молде 162 матчі в національному чемпіонаті.

## Виступи за збірні
1996 року дебютував у складі юнацької збірної Норвегії, взяв участь у 24 іграх на юнацькому рівні, відзначившись 5 забитими голами. Протягом 1999–2001 років захищав кольори молодіжної збірної Норвегії. 
2001 року дебютував в офіційних матчах у складі національної збірної Норвегії. Наразі провів у формі головної команди країни 22 матчі, забивши 1 гол.
| Дата       | Місто         | Господарі            | Результат | Гості     | Турнір            | Голи | Примітки |
| ---------- | ------------- | -------------------- | --------- | --------- | ----------------- | ---- | -------- |
| 25/04/2001 | Осло          | Норвегія             | 2 – 1     | Болгарія  | товариський матч  | -    |          |
| 27/03/2002 | Туніс         | Туніс                | 0 – 0     | Норвегія  | товариський матч  | -    |          |
| 22/05/2002 | Буде          | Норвегія             | 1 – 1     | Ісландія  | товариський матч  | -    |          |
| 22/01/2004 | Гонконг       | Швеція               | 0 – 3     | Норвегія  | товариський матч  | -    |          |
| 25/01/2004 | Гонконг       | Гондурас             | 1 – 3     | Норвегія  | товариський матч  | 1    |          |
| 28/01/2004 | Сінгапур      | Сінгапур             | 2 – 5     | Норвегія  | товариський матч  | -    |          |
| 18/02/2004 | Белфаст       | Північна Ірландія    | 1 – 4     | Норвегія  | товариський матч  | -    |          |
| 31/03/2004 | Белград       | Сербія та Чорногорія | 0 – 1     | Норвегія  | товариський матч  | -    |          |
| 28/04/2004 | Осло          | Норвегія             | 3 – 2     | Росія     | товариський матч  | -    |          |
| 27/05/2004 | Осло          | Норвегія             | 0 – 0     | Уельс     | товариський матч  | -    |          |
| 18/08/2004 | Осло          | Норвегія             | 2 – 2     | Бельгія   | товариський матч  | -    |          |
| 04/09/2004 | Палермо       | Італія               | 2 – 1     | Норвегія  | Відбір до ЧС 2006 | -    |          |
| 08/09/2004 | Осло          | Норвегія             | 1 – 1     | Білорусь  | Відбір до ЧС 2006 | -    |          |
| 09/10/2004 | Глазго        | Шотландія            | 0 – 1     | Норвегія  | Відбір до ЧС 2006 | -    |          |
| 16/11/2004 | Лондон        | Австралія            | 2 – 2     | Норвегія  | товариський матч  | -    |          |
| 09/02/2005 | Валлетта      | Мальта               | 0 – 3     | Норвегія  | товариський матч  | -    |          |
| 30/03/2005 | Кишинів       | Молдова              | 0 – 1     | Норвегія  | Відбір до ЧС 2006 | -    |          |
| 08/06/2005 | Стокгольм     | Швеція               | 3 – 2     | Норвегія  | товариський матч  | -    |          |
| 25/01/2006 | Сан-Франциско | Мексика              | 2 – 1     | Норвегія  | товариський матч  | -    |          |
| 29/01/2006 | Лос-Анджелес  | США                  | 5 – 0     | Норвегія  | товариський матч  | -    |          |
| 12/08/2006 | Осло          | Норвегія             | 4 – 0     | Шотландія | Відбір до ЧС 2006 | -    |          |
| 05/09/2006 | Рейк'явік     | Ісландія             | 1 – 1     | Норвегія  | Відбір до ЧС 2006 | -    |          |
| Усього     |               | Матчів               | 22        |           | Голів             | 1    |          |

## Титули і досягнення
Гравець
- Чемпіон Норвегії (4):

«Волеренга»:  2005
«Молде»:  2011, 2012, 2014
- Володар Кубка Норвегії (1):

«Молде»:  2013
Тренер
- Володар Суперкубка Фарерських островів (1):

«Клаксвік»:  2023
- Чемпіон Фарерських островів (1):

«Клаксвік»:  2023